# Cyclodomorphus casuarinae
Cyclodomorphus casuarinae — вид сцинкоподібних ящірок родини сцинкових (Scincidae). Ендемік Австралії.

## Поширення і екологія
Cyclodomorphus casuarinae є ендеміками острова Тасманія. Вони живуть в різноманітних природних середовищах, від прибережних пустищ і піщаних дюн до сухих склерофільних лісів та субальпійських високогір'їв, на висоті до 1200 м над рівнем моря. Віддають перевагу галявинам в лісах та прибережним лукам. Територіальні. Живородні, народжують 4-8 дитинчат.